# Autismo regressivo
O autismo regressivo ocorre quando uma criança parece desenvolver-se normalmente, mas começa a perder habilidades de fala e sociais, tipicamente entre as idades de 15 a 30 meses, e posteriormente é diagnosticada com autismo. Outros termos utilizados para descrever a regressão em crianças com autismo são o autismo com regressão, regressão autista, autismo tipo retrocesso e síndrome autista adquirida.
Não existe uma definição padrão para regressão; e a prevalência de regressão varia de acordo com a definição utilizada. Algumas crianças mostram uma mistura de características, com alguns atrasos precoces e algumas perdas posteriores; e há evidências de um espectro contínuo de comportamentos, em vez de uma distinção em "preto e branco", entre o autismo com e sem regressão. De acordo com as definições no DSM-5, o termo "autismo regressivo" pode se referir a qualquer tipo de transtorno do espectro autista que envolva regressão, incluindo o Transtorno Desintegrativo da Infância.

## Fala e regressão social
Aproximadamente 25 – 30% das crianças com distúrbios no espectro do autismo pararam de falar depois de começar a dizer palavras, muitas vezes antes dos dois anos de idade. De acordo com Ami Klin, "A maioria dos exemplos de regressão autista... baseiam-se na perda de uma criança de um punhado de palavras... é possível que essas crianças tenham apenas ecoado os sons que eles ouviram de seus pais". Algumas crianças perdem o desenvolvimento social em vez da linguagem; algumas perdem os dois. Após a regressão, a criança segue o padrão de desenvolvimento neurológico autista. O termo refere-se à aparência de que o desenvolvimento neurológico se inverteu; na verdade, são apenas as habilidades de desenvolvimento afetadas, em vez da neurologia como um todo, que regride. É mais comum que o desenvolvimento neurológico autista não inclua tais aberrações, com os sintomas autistas apropriados para a idade sendo claros desde o nascimento.
A perda de habilidade pode ser bastante rápida, ou pode ser lenta e precedida por um longo período de progressão sem habilidade; a perda pode ser acompanhada por uma interação social reduzida ou uma irritabilidade aumentada. As habilidades adquiridas temporariamente equivalem a algumas palavras da linguagem falada e podem incluir alguma percepção social rudimentar. Existem vários tipos intermediários de desenvolvimento, que não se enquadram bem no início tradicional ou nas categorias regressivas, incluindo misturas de déficits iniciais, falhas no progresso, diminuições sutis e perdas óbvias. Se a regressão for definida estritamente para exigir perda de linguagem, é menos comum; se definido de forma mais ampla, para incluir casos em que a linguagem é preservada, mas a interação social é diminuída, é mais comum.

## Controvérsia sobre a causa
A regressão em distúrbios do espectro autista está bem documentada; a atribuição de regressão aos fatores de estresse ambiental pode resultar em um atraso no diagnóstico. O surgimento de autismo regressivo é surpreendente e angustiante para os pais, que muitas vezes suspeitam, inicialmente, de perda auditiva grave. O padrão de sintomas naturalmente leva muitos a suspeitarem de que os fatores ambientais pós-natais desencadeiam o autismo. Embora uma controvérsia rancorosa tenha aumentado, uma vez que os primeiros relatórios de uma possível ligação começaram a surgir na década de 1980, nenhuma relação foi encontrada com as vacinas. Também estão sendo realizados estudos para testar se certos tipos de autismo regressivo têm uma base autoimune.

## Pesquisa
Há alguns que acreditam que o autismo regressivo é simplesmente um autismo com início precoce que foi reconhecido em uma data posterior. Os pesquisadores realizaram estudos para determinar se o autismo regressivo é um subconjunto distinto de distúrbios espectro do autismo. Ao longo dos anos, os resultados desses estudos se contradisseram. Alguns pesquisadores acreditam que ainda não há nada para suportar uma diferença biológica definitiva entre o autismo inicial e o autismo regressivo. No entanto, pesquisa emergente mostra que os homens com autismo regressivo têm cérebros que são seis por cento maiores do que qualquer um com autismo com início precoce. O cérebro das fêmeas com autismo regressivo não mostra diferença no tamanho do cérebro.

## Outros distúrbios envolvendo regressão
Outros distúrbios que envolvem regressão são cegueira total desde o nascimento,[carece de fontes?] certas formas de epilepsia (por exemplo, doença de Lafora, síndrome de Landau-Kleffner) e qualquer condição que implique neurodegeneração (por exemplo, Doença de Batten). A regressão "reversível" poderia antecipar a Síndrome de Tourette não-pura.